# أسطورة الخلق

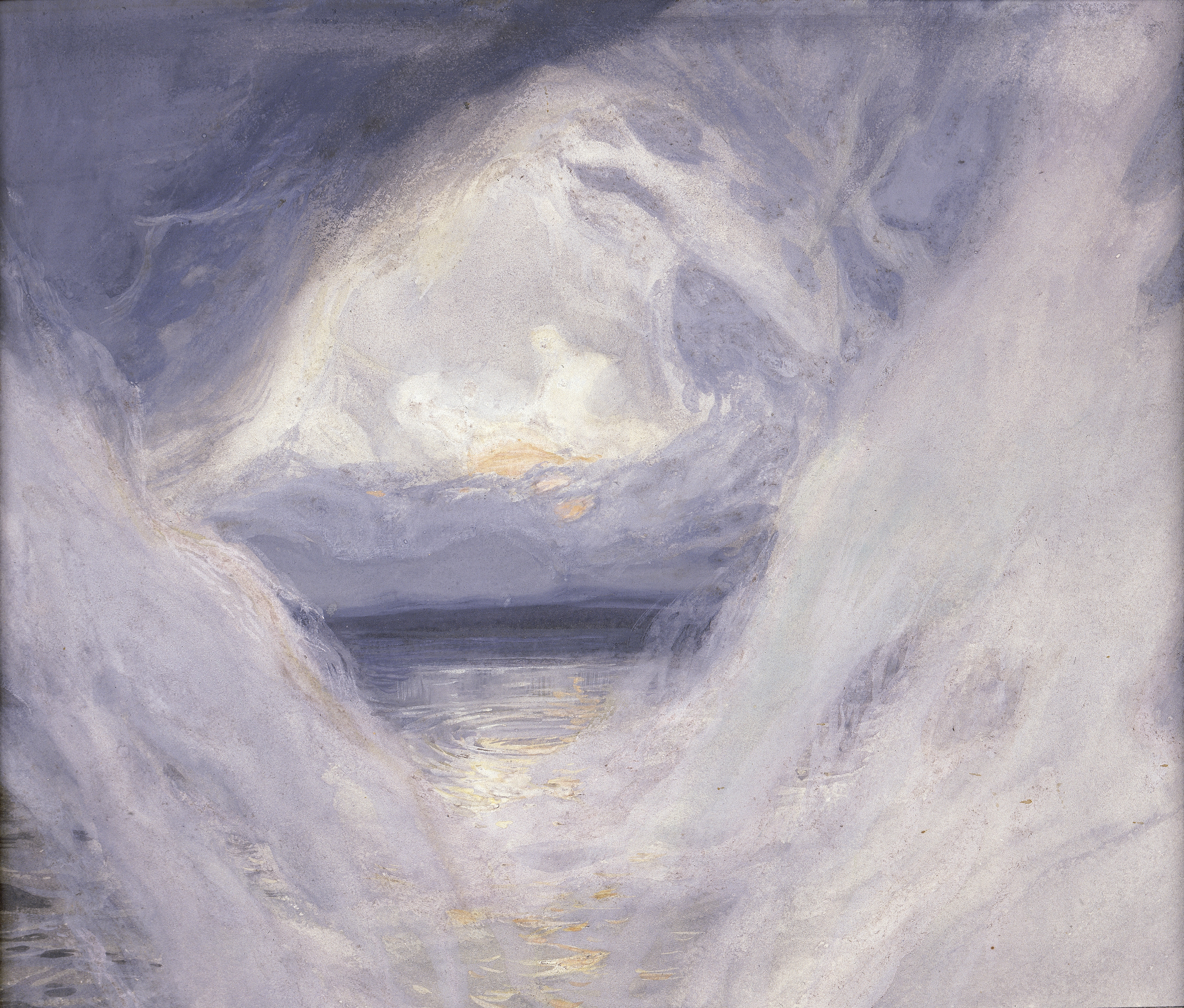
الخلق (من 1896 إلى 1902) بواسطة جيمس تيسو

أسطورة الخلق هي قصة رمزية في الديانات الوثنية (أسطورة في الوثنيات فقط) عن كيفية بدء العالم وكيف أتى الخلق الأول إليه. وتتم صياغة أساطير الخلق في التواريخ الشفهية ولذلك يوجد لها تأويلات متعددة؛ وهي الشكل الأكثر شيوعًا من الأسطورة في الثقافة البشرية. وعادةً ما يشار إلى أسطورة الخلق في المجتمع الذي تحكى فيه على أنها تنقل الحقائق العميقة والمجازية والرمزية وحتى في بعض الأحيان في المعنى التاريخي أو الحرفي. فهي في العادة، وإن لم يكن دائمًا، تعد من الأساطير الكسموجونية التي تصف نشأة الكون من حالة الفوضى أو انعدام الشكل.
غالبًا ما تشترك أساطير الخلق في عدد من السمات والخصائص. وغالبًا ما يتم التعامل معها باعتبارها تفسيرات مقدسة ويمكن العثور عليها تقريبًا في كل التقاليد الدينية المعروفة. وجميعها يكون من القصص ذات الحبكة والشخصيات الذين إما أن يكونوا آلهة أو أشكالاً تشبه الإنسان أو الحيوانات، التي عادة ما تتحدث وتتحول بسهولة. وغالبًا ما تتم رواية تلك الأسطورة في زمن سابق وغامض وغير محدد وصفه المؤرخ الديني ميرتشا إليادة (Mircea Eliade) في زمن ايللو («في ذلك الوقت»). كما تتناول جميع أساطير الخلق القضايا ذات المغزى العميق بالنسبة للمجتمع الذي يرويها، فتكشف رؤياهم الكونية المركزية، وتعرض إطار الهوية الذاتية للثقافة وللفرد في سياق كلي.

## تعاريف
تعاريف أسطورة الخلق من مراجع معاصرة:
- «رواية رمزية لبداية العالم كما تُفهم في تقليد ومجتمع معينين. تُعد أساطير الخلق ذات أهمية مركزية لتقييم العالم، ولتوجيه البشر في الكون، وللأنماط الأساسية للحياة والثقافة».[12]
- «تخبرنا أساطير الخلق كيف بدأت الأمور. تملك جميع الحضارات أساطير خلق؛ إنها أساطيرنا الأساسية، والمرحلة الأولى فيما يمكن تسميته بالحياة النفسية للأنواع. نتعرف على أنفسنا، كحضارات، من خلال الأحلام الجماعية التي نسميها أساطير الخلق، أو نظريات نشأة الكون.… تُفسر أساطير الخلق بعبارات مجازية شعورنا بمن نحن في سياق العالم، وبذلك تكشف عن أولوياتنا الحقيقية، بالإضافة إلى تحيزاتنا الحقيقية. فتصوراتنا عن الخلق تقول الكثير عن طبيعتنا».[13]
- «توضيح فلسفي ولاهوتي للأسطورة الخلق البدائية في مجتمعات دينية. يشير مصطلح الأسطورة هنا إلى التعبير الخيالي في شكل سردي لما يُختبر أو يُفهم كواقع أساسي... يشير مصطلح الخلق إلى بداية الأشياء، سواء بإرادة وعمل كائن متعال، أو من خلال انبعاث من مصدر نهائي، أو بأي طريقة أخرى».[14]

عرّف أستاذ الأديان ميرتشا إلياده كلمة الأسطورة من ناحية الخلق:
تروي الأسطورة تاريخًا مقدسًا؛ وتتعلق بحدث وقع في زمن بدائي، الزمن الخرافي لـ«البدايات». بعبارة أخرى، تخبر الأسطورة كيف، من خلال أفعال الكائنات الخارقة للطبيعة، وجد الواقع، سواء كان الواقع الكامل، الكون، أو مجرد جزء من الواقع- جزيرة، أو نوع من النبات، أو نوع معين من التصرفات البشرية، أو بناء.

## المعنى والوظيفة
جميع أساطير الخلق سببة من ناحية ما لأنها تحاول شرح كيفية تكوين العالم ومن أين جاءت البشرية. تحاول الأساطير شرح المجهول وتعلم أحيانًا درسًا.
يقول علماء الإثنولوجيا وعلماء الإنسان الذين يدرسون هذه الأساطير أن لاهوتيي السياق الحديث يحاولون تمييز معنى الإنسانية من الحقائق المكشوفة ويبحث العلماء في علم الكونيات بأدوات تجريبية وعقلانية، لكن تحدد أساطير الخلق الواقع البشري بعبارات مختلفة تمامًا. في الماضي، اعتقد المؤرخون الدينيون وغيرهم من طلاب الأساطير، أنها أشكال من العلوم أو الدينات البدائية أو المبكرة وحللوها بالمعنى الحرفي أو المنطقي. لكن، تُعتبر اليوم على سرد رمزي يجب فهمه على أساس سياقه الثقافي. ويقول تشارلز لونغ: «إن الكائنات المشار إليها في الأسطورة -الآلهة والحيوانات والنباتات- هي أشكال من السلطة استُوعبت وجوديًا. ولا يجب فهم الأساطير على أنها محاولات للتوصل إلى تفسير منطقي للإله».

## قصة الخلق من عدم
تعتبر الديانات الإبراهيمية الثلاثة اليهودية والمسيحية والإسلام، أن قصة الخلق من عدم، بخلاف الأساطير التي ترويها الديانات الأخرى، هي قصة حقيقة وحرفية لنشأة الكون، وأن أساطير الخلق الأخرى هي مجرد تحريفات شعبية أو دينية لهذه القصة الأصيلة، وهنالك ما يدل على وجود أصول قصة الخلق من عدم في جذور الديانات القديمة قبل نشوء نسخها الأسطورية، وهذا السرد المجمع عليه في الديانات الثلاث يوجد سرد معاكس له يفترض أن قصة الخلق من عدم هي تطور لأساطير الخلق في الديانات القديمة، ولكن هذا الادعاء يتجاوز نقطة أن هذه الأساطير القديمة متعددة ومتميزة والوحدة التي تجمعها هي بقايا قصة الخلق والتي نجدها في أقدم النصوص الدينية بشكل واضح أو مشوش، وهنا توجد مشكلة ابستمولوجية عندما ننطلق من فكرة ان الديانات الثلاث قد أنشأها موسى وعيسى ومحمد أم أنها صيغ تجدد للدين الأول الذي نشره آدم بين أبنائه. وهذا مجمع عليه بين أتباع الديانات الإبراهيمية، ويعبر عن موقف الديانات الإبراهيمية ما ورد في موقع الأنبا تكلا بأن مصدر التشابه بين القصة والأسطورة «هو أن أصل القصة واحد، سواء خلقة الكون أو الإنسان أو السقوط أو الطوفان... إلخ. لقد علمها آدم لأبنائه وأحفاده، ونشرها نوح وأبنائه بين ذرياتهم، ولكن بمرور الأيام والأزمان أخذتها الأجيال شفاهة وأضافت إليها تصوراتها، فكانت الأساطير.»